# Mirka Rantanen
Mirka Rantanen é um baterista finlandês. Atualmente integra as bandas Thunderstone, Warmen, Hevisaurus e  Kotipelto.

## Carreira
Rantanen começou sua carreira como músico em 1985, numa banda chamada Loud Crowd junto com alguns amigos. Após um ano juntos, gravaram o primeiro single, que alcançou um sucesso considerável, que fez com que a banda abrissem o show da Helloween e Dio no festival Giants of Rock em 1987. Após isso, assinaram com a gravadora Poko Records e lançaram o álbum de estréia, Guardians em 1988. A banda começou a gravação do seu segundo álbum, mas por causa de brigas internas a banda foi desfeita.

Em 1991, Rantanen mudou-se para Helsínquia, onde tocou com Jari Kainulainen, Timo Kotipelto, Kari Tornack e Pasi Rantanen. Nesse período gravou dois álbuns pela banda Tunnelvision e que em algum momento acabaram no mesmo estúdio de ensaio em que estavam Nino Laurenne e Titus Hjelm. O espaço virou o Sonic Pump Studios, onde as primeiras músicas do Thunderstone foram gravadas.

## Discografia

### Thunderstone
- Thunderstone (2002)
- The Burning (2004)
- Tools of Destruction (2005)
- Evolution 4.0 (2007)
- Dirt Metal (2009)

### Kotipelto
- Waiting for the Dawn  (2002)
- Coldness  (2004)
- Serenity  (2007)

### Warmen
- Unknown Soldier  (2000)
- Beyond Abilities  (2002)
- Accept the Fact (2005)
- Japanese Hospitality (2009)

### Tunnelvision
- While the World Awaits (2000)
- Tomorrow (2002)

### Loud Crowd
- Guardians (1988)

### Ari Koivunen
- Fuel for the Fire (2007)

## Ligações Externas
- Mirka Rantanen no Myspace